# Annika Jankell

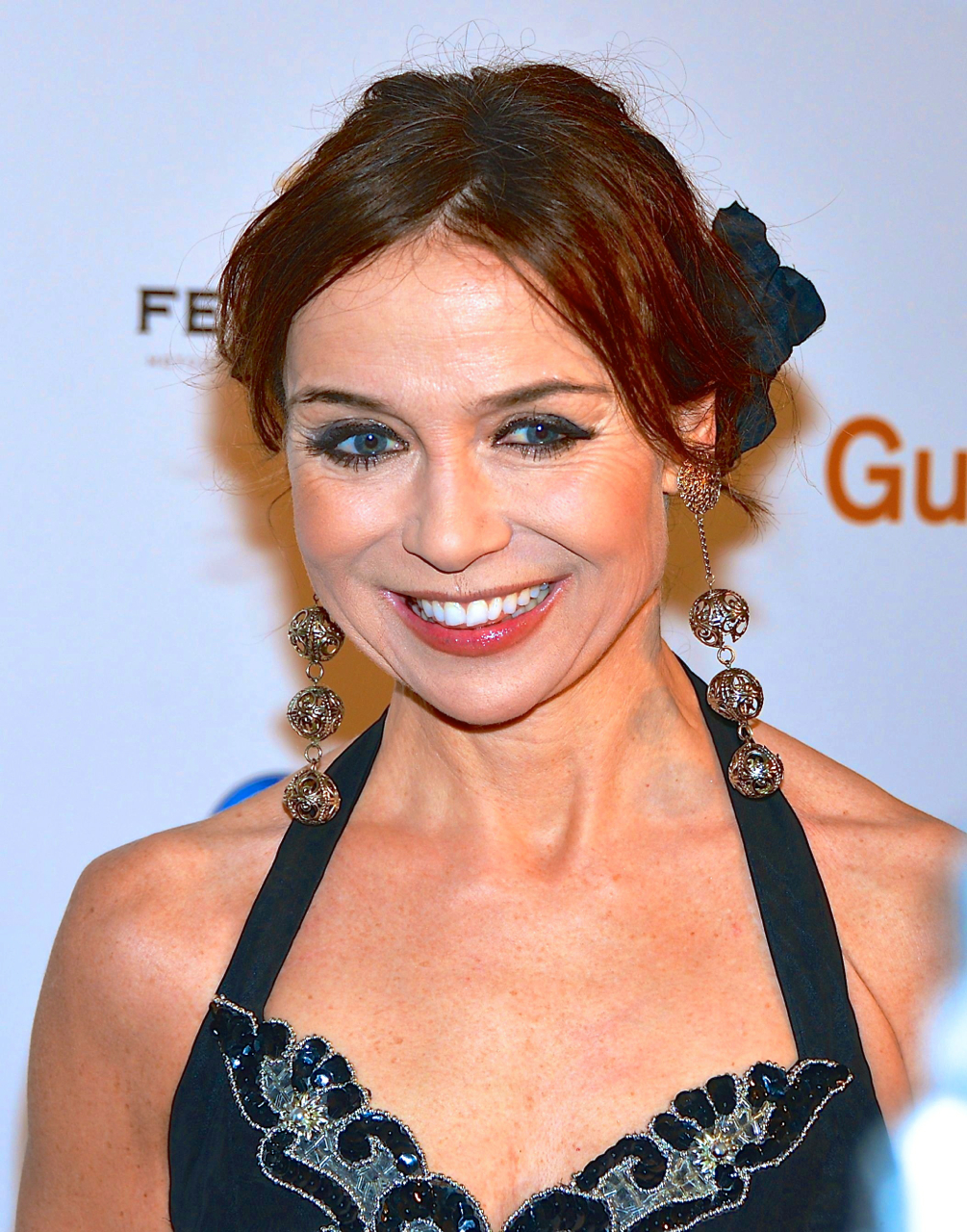
Annika Jankell

Annika Hildegard Jankell (* 28. Dezember 1961) ist eine schwedische Fernsehmoderatorin und Journalistin.

## Wirken
Annika Jankell begann ihre Karriere als Moderatorin der Musiksendung Listan von 1987 bis 1990. 1990 wechselte sie den Sender und begann als Moderatorin bei TV4 mit Bluffmakarna, Liveshow, Direkt från Berns (mit Anders Lundin) und Sommarvågen. Von 1996 bis 1999 moderierte Jankell TV4 Weekend, wo sie bekannte Persönlichkeiten aus Kultur, Unterhaltung und Wirtschaft interviewte. Von 2000 bis 2001 war sie Chefredakteurin des Magazins Föräldrar & Barn "Gravid". Zwischen 2002 und 2009 arbeitete sie als Redakteurin und Autorin für das SJ-Magazin Kupé.
Jankell wurde am 12. Januar 2003 Moderatorin von Svensktoppen. Sie war außerdem Moderatorin beim Melodifestivalen 2005. Von 2006 bis 2012 arbeitete sie als Moderatorin bei Nyhetsmorgon TV4.

## Privatleben
Jankell hat mit dem schwedischen Künstler Thorsten Flinck zwei Töchter, Félice (* 1992) und Happy Jankell (* 1993).